# Северный усатый ткач
Северный усатый ткач (лат. Sporopipes squamifrons) — вид птиц из семейства ткачиковых (Ploceidae). Выделяют два подвида. Распространён в Южной Африке.

## Описание
Северный усатый ткач — маленький ткачик длиной 10—11 см и массой 8,5—13,8 г. Перья на лбу и макушке чёрные со стрелообразными белыми краями. Бока головы, затылок и верхняя часть тела тусклого серо-коричневого цвета. Хвост от тёмно-коричневого до черноватого цвета с белыми краями. Верхняя часть крыльев коричневая (серовато-чёрная в свежем оперении) с контрастирующими черновато-коричневыми верхними кроющими и третьестепенными маховыми, с широкими белыми краями. Подбородок и бока чёрные, а горло белое, с двумя отчетливыми чёрными скуловыми прожилками, проходящими вниз по горлу, окаймленными сверху белой полосой. Нижняя часть тела от беловатой до бледно-охристой, часто с бледно-коричневым налётом на груди. Радужная оболочка от тёмно-коричневого до красновато-коричневого цвета. Окологлазное кольцо белое. 
Клюв у птенцов тёмно- или рогово-жёлтый, в течение первого года жизни становится тускло-розовым. У взрослых особей клюв ярко-розовый, а основание подклювья бледно-голубовато-серое. Ноги и ступни от розовато-коричневых до серовато-коричневых.

## Биология
Естественными местами обитания северного усатого ткача являются сухие саванны с зарослями акации, полупустыни с кустарниковыми зарослями, берега пересыхающих рек; встречаются в садах вблизи поселений человека.
Северный усатый ткач добывает пищу на земле; быстро прыгает, изредка ходит, питается упавшими на землю семенами. В состав рациона входят в основном мелкие семена (например, родов Aristida и Schmidtia; африканского проса и сорго двуцветное). Его привлекает песчаная почва, которая была потревожена недавними передвижениями крупных животных или людей; даже кормление происходит внутри свежих следов, поскольку при растрескивании поверхностного песка обнаруживаются семена, залегающие на меньшей глубине. Он также питается термитами, которых ловит на земле и в воздухе. Северный усатый ткач регулярно пьет воду, когда она доступна, но он может выживать в течение длительного времени без доступа к поверхностным водам.
Северный усатый ткач обычно устраивается на ночлег в тонкостенном гнездовье группами до 12 птиц, очень редко до 15. При опасности отдельные особи прорываются сквозь крышу гнезда и разбегаются. Иногда птицы устраиваются на ночлег небольшими группами по 3—4 особи на открытых участках, таких как ветка внутри куста или дерева. Групповое сбивание в кучу во время ночлега является важным терморегулирующим поведением. Этот вид также  ночует в гнездах обыкновенного общественного ткача (Philetairus socius), что также даёт преимущества для терморегуляции. Было показано, что температура занятых гнезд в общем гнезде обыкновенного общественного ткача  может быть на 23°C выше температуры окружающей среды снаружи, что обеспечивает экономию энергии обитателям, особенно холодными зимними ночами.

## Размножение
Северный усатый ткач при благоприятных условиях размножается в любое время года; пик размножения отмечен в феврале–марте в Замбии, марте–апреле в Намибии, декабре–апреле в Ботсване, январе—марте в Зимбабве и январе-июне в Южной Африке. Моногамный вид. Колониальное размножение не типично для данного вида, но иногда гнёзда группируются на относительно небольшой площади, даже почти бок о бок на одном дереве. Гнездо сооружается обоими родителями и размещается среди тонких веток небольших или больших колючих кустарников или деревьев, обычно близко к центру и вблизи кроны дерева на высоте от 0,9 до 6 м от земли.
Гнездо северного усатого ткача представляет собой неопрятную массу  сухих стеблей травы и соцветий с толстыми стенками и крышей. Все гнезда для размножения и большинство гнезд для ночлега имеют боковой входной туннель, похожий на носик, обычно направленный немного вниз, но сам вход может быть трудно разглядеть, поскольку он часто кажется разрушенным из-за беспорядочного расположения стеблей травы, используемых для создания носика. Гнездо имеет длину около 200 мм (от носика до задней стенки, из которых носик составляет около 80 мм), высоту 110 мм и ширину 80-100 мм. Внутри гнёзда выстланы более тонким растительным материалом и соцветиями травы. 
В кладке от одного до 7 яиц, чаще 3—5. Яйца полуэллиптической формы, блестящие, бледно-зеленоватые или голубоватые, в пятнах и с серовато-коричневыми вкраплениями; размером 14,8–17,8 x 10,2–12,2 мм. Инкубационный период составляет 10—12 дней. Насиживает яйца только самка. Птенцы рождаются голыми с бледно-розоватой кожей, с редкими тонкими пучками пуха; с закрытыми глазами. Птенцов кормят оба родителя. Птенцы оперяются через 14—18 дней.

## Подвиды и распространение
Выделяют два подвида:
- Sporopipes squamifrons fuligescens  Clancey, 1957 — Ботсвана, Зимбабве и северо-восток ЮАР
- Sporopipes squamifrons squamifrons (Smith, 1836) — от юго-запада Анголы до юго-запада ЮАР